# Jennie Veeninga

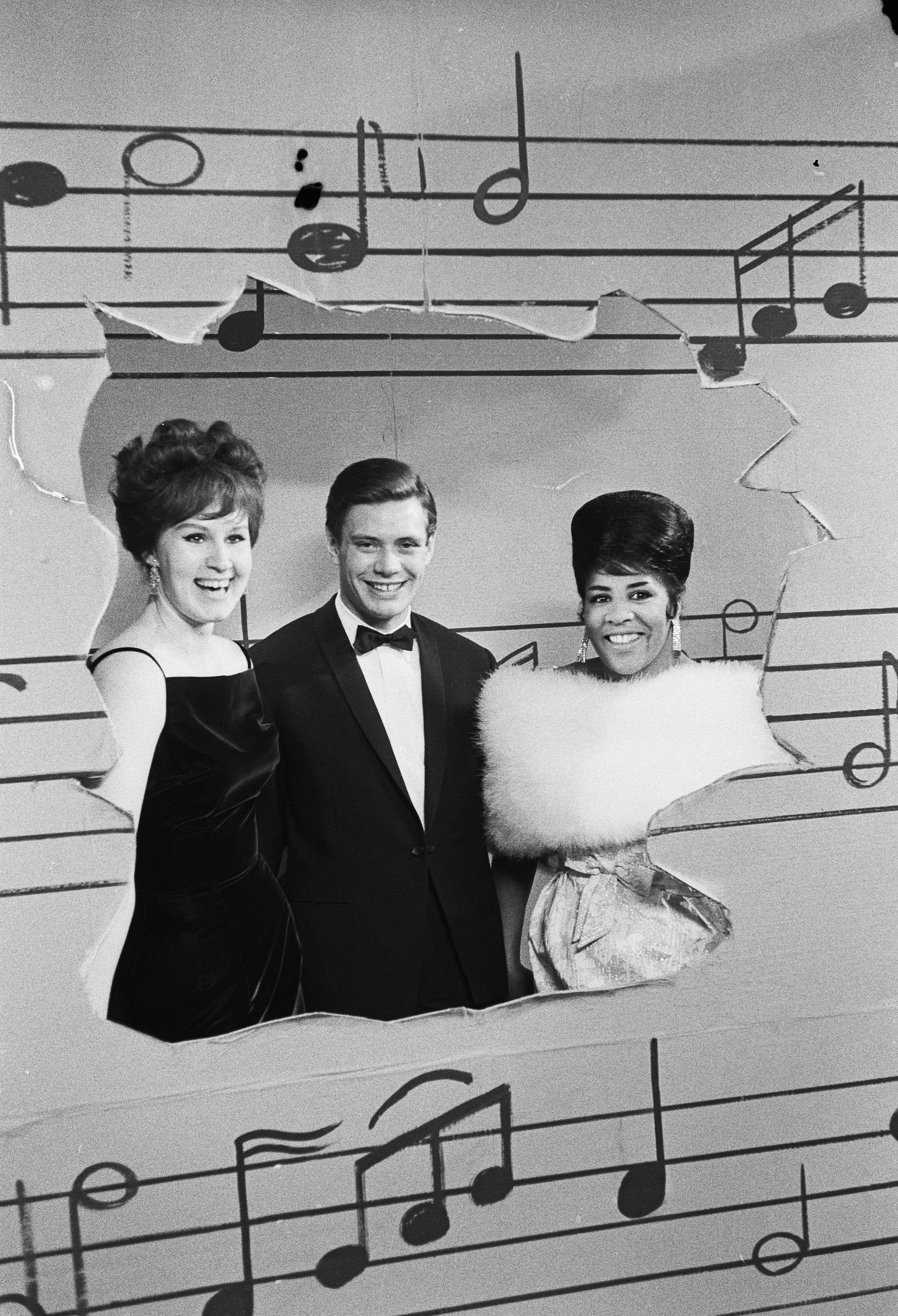
Promotiemateriaal “Cole Porter” 1963 met van links naar rechts Jenny Veeninga, Rob de Nijs en Milly Scott

Jantina Hendrika (Jennie) Veeninga (Haarlem, 28 november 1936) is een Nederlands sopraan in ruste.
Ze is dochter van Maria Magdalena van der Linden en winkelier/koopman in staalwaren Roelof Veeninga. Alhoewel geboren in Haarlem, leefde ze een groot deel van haar leven in Amsterdam.
Het zag er in eerste instantie niet naar uit dat ze zangeres zou worden. Ze deed een opleiding aan de Industrieschool voor Vrouwelijke Jeugd. Ze leerde er voor coupeuse(lerares) en ging werken in modezaken. Wellicht stuurde haar moeder, die als amateurzangeres zong, toch aan op een andere loopbaan. Ook een van haar grootmoeders zou zangeres zijn geweest. Op aandringen van collegae, die haar stem hoorden, begon ze dan toch aan een zangopleiding, dat middels een studiebeurs uitliep op een studie bij Coby Riemersma aan het Conservatorium van Amsterdam. Ze begon daarbij als alt, Riemersma hoorde in eerste instantie een mezzosopraan, ze werd uiteindelijk sopraan met een goede stem in de laagte; een vergelijking met Yma Sumac werd gemaakt. Omdat de studiebeurs te krap was moest ze tijdens haar studie blijven werken, ze sloot zich onder de naam Jenny Veeninga in 1959 aan bij het gezelschap van de Hoofdstad Operette. Ze vertrok voor twee jaar naar de Verenigde Staten. Bij terugkomst volgden tal (circa 500) van uitvoeringen van My Fair Lady. Ze was daarin eerst vervanger van Joekie van der Valk maar nam vanaf voorjaar 1961 de zangpartij geheel voor haar rekening. Ze was tegenspeelster van Wim Sonneveld (zou haar voor Nederland hebben ontdekt); met wie ze destijds ook op televisie kwam; ze was er zangeres in het koor in het programma Blijf in Nederland. Ook Paul Steenbergen schakelde haar in.
In 1962 mocht ze na een auditie bij Renaat Verbruggen de rol van Desdemona uit Giuseppe Verdi's Otello zingen bij de Koninklijke Vlaamse Opera, alwaar ze zes jaar lang als gast werd ingeschakeld, terwijl ze lid was van het gezelschap van De Nederlandse Operastichting (tot 1978). Daarna zong ze in opera’s, oratoria en concerten in binnen- en buitenland, ook was zij wel voor de radio te beluisteren. Ook nam ze zangpartijen bij het Nederlands Danstheater van Hans van Manen voor haar rekening.
Alhoewel haar loopbaan parallel liep met ontwikkelingen op opnamegebied, zijn er maar een beperkt aantal opnamen beschikbaar als klassiek zangeres. Desalniettemin is haar stem “wereldberoemd in Nederland”; ze zong de rol van barones op de single Katootje, ook nog als Jenny Veeninga. Ze zou er 25 gulden voor hebben ontvangen, terwijl in januari 1963 al 10.000 exemplaren verkocht waren. 
Wel bewaard is gebleven de ontwerpen die Leonie Polak (vrouw van musicus Werner Herbers) maakte voor haar rol Bess; het bevindt zich in de collectie van het Allard Pierson Museum
Aan haar loopbaan kwam in 1986/1987 een langzaam eind vanwege rugklachten. Ze moest in april 1986 al afscheid nemen van Madame Arthur; ze bestierde toen ook al een winkel in de Utrechtsestraat, waar Brink en Sanders haar herontdekten. Ze werd vervangen door Guuske Kotte. Haar laatste zangpartij was die in 1987 in het Messa da Requiem, opnieuw van Giuseppe Verdi  Ze wendde zich tot de schilderkunst.
Andere memorabele optredens zijn:
- 1963: Nederlands operadebuut tijdens de Vara-Matinee, rol Dhia opera Iris van Pietro Mascagni
- 1964: debuut bij de Nederlandse Opera, opera Iphigenie auf Tauride van Christoph Willibald Gluck; ze stond naast Gré Brouwenstijn
- 1977: rol Bess in de opera Houdini van Peter Schat, negen keer met het Concertgebouworkest onder leiding van Otto Ketting en Hans Vonk onder andere in Carré
- 1978: zangpartij in de Symfonie nr.3 van Keith Tippett; Nederlandse première en twee volgende uitvoeringen met het Concertgebouworkest onder leiding van Michel Tabachnik.
- 1986: musical Madame Arthur van Jos Brink en Frank Sanders waarbij ze optrad met Sanders, Lucie de Lange, Georgette Hagedoorn etc; plaats van handeling was Koninklijk Theater Carré en landelijke theaters.[4]